# Curzay-sur-Vonne
Pour les articles homonymes, voir Curzay et Vonne (homonymie).
Curzay-sur-Vonne est une commune du Centre-Ouest de la France, située dans le département de la Vienne en région Nouvelle-Aquitaine.

## Géographie

### Communes limitrophes
|        | Boivre-la-Vallée |           |
| Sanxay | Curzay-sur-Vonne |           |
|        | Rouillé          | Jazeneuil |

### Hydrographie
La commune est traversée par la Vonne.

### Climat
Pour des articles plus généraux, voir Climat de la Nouvelle-Aquitaine et Climat de la Vienne.
Historiquement, la commune est exposée à un climat océanique du nord-ouest.  
En 2020, Météo-France publie une typologie des climats de la France métropolitaine dans laquelle la commune est dans une zone de transition entre le climat océanique et le climat océanique altéré et est dans la région climatique  Poitou-Charentes, caractérisée par un bon ensoleillement, particulièrement en été et des vents modérés.
Pour la période 1971-2000, la température annuelle moyenne est de 11,5 °C, avec une amplitude thermique annuelle de 14,7 °C. Le cumul annuel moyen de précipitations est de 797 mm, avec 11,8 jours de précipitations en janvier et 6,9 jours en juillet. Pour la période 1991-2020, la température moyenne annuelle observée sur la station météorologique la plus proche, située sur la commune de Ménigoute à 8 km à vol d'oiseau, est de 12,5 °C et le cumul annuel moyen de précipitations est de 956,8 mm,. Pour l'avenir, les paramètres climatiques de la commune estimés pour 2050 selon différents scénarios d’émission de gaz à effet de serre sont consultables sur un site dédié publié par Météo-France en novembre 2022.

## Urbanisme

### Typologie
Au 1er janvier 2024, Curzay-sur-Vonne est catégorisée commune rurale à habitat dispersé, selon la nouvelle grille communale de densité à sept niveaux définie par l'Insee en 2022.
Elle est située hors unité urbaine. Par ailleurs la commune fait partie de l'aire d'attraction de Poitiers, dont elle est une commune de la couronne,. Cette aire, qui regroupe 97 communes, est catégorisée dans les aires de 200 000 à moins de 700 000 habitants,.

### Occupation des sols
L'occupation des sols de la commune, telle qu'elle ressort de la base de données européenne d’occupation biophysique des sols Corine Land Cover (CLC), est marquée par l'importance des territoires agricoles (88,1 % en 2018), en diminution par rapport à 1990 (90,1 %). La répartition détaillée en 2018 est la suivante : 
terres arables (64,5 %), prairies (20,5 %), forêts (9,9 %), zones agricoles hétérogènes (3,1 %), zones urbanisées (2 %). L'évolution de l’occupation des sols de la commune et de ses infrastructures peut être observée sur les différentes représentations cartographiques du territoire : la carte de Cassini (XVIIIe siècle), la carte d'état-major (1820-1866) et les cartes ou photos aériennes de l'IGN pour la période actuelle (1950 à aujourd'hui).

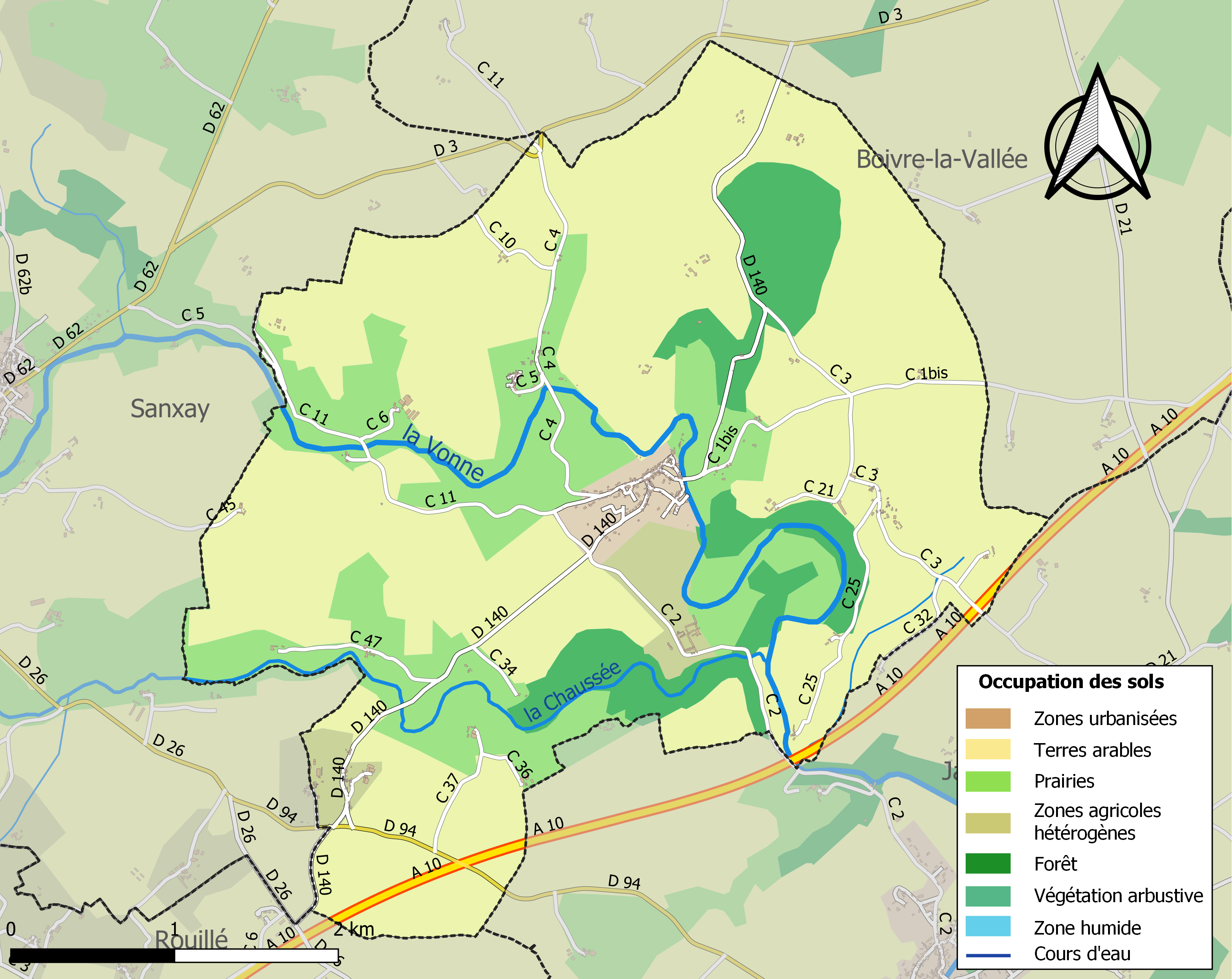
Carte des infrastructures et de l'occupation des sols de la commune en 2018 (CLC).

### Risques majeurs
Le territoire de la commune de Curzay-sur-Vonne est vulnérable à différents aléas naturels : météorologiques (tempête, orage, neige, grand froid, canicule ou sécheresse), inondations, mouvements de terrains et séisme (sismicité modérée). Il est également exposé à un risque technologique,  le transport de matières dangereuses, et à un risque particulier : le risque de radon. Un site publié par le BRGM permet d'évaluer simplement et rapidement les risques d'un bien localisé soit par son adresse soit par le numéro de sa parcelle.

#### Risques naturels
Certaines parties du territoire communal sont susceptibles d’être affectées par le risque d’inondation par débordement de cours d'eau, notamment la Vonne et la Chaussée. La commune a été reconnue en état de catastrophe naturelle au titre des dommages causés par les inondations et coulées de boue survenues en 1982, 1993, 1995, 1999, 2010 et 2011,.

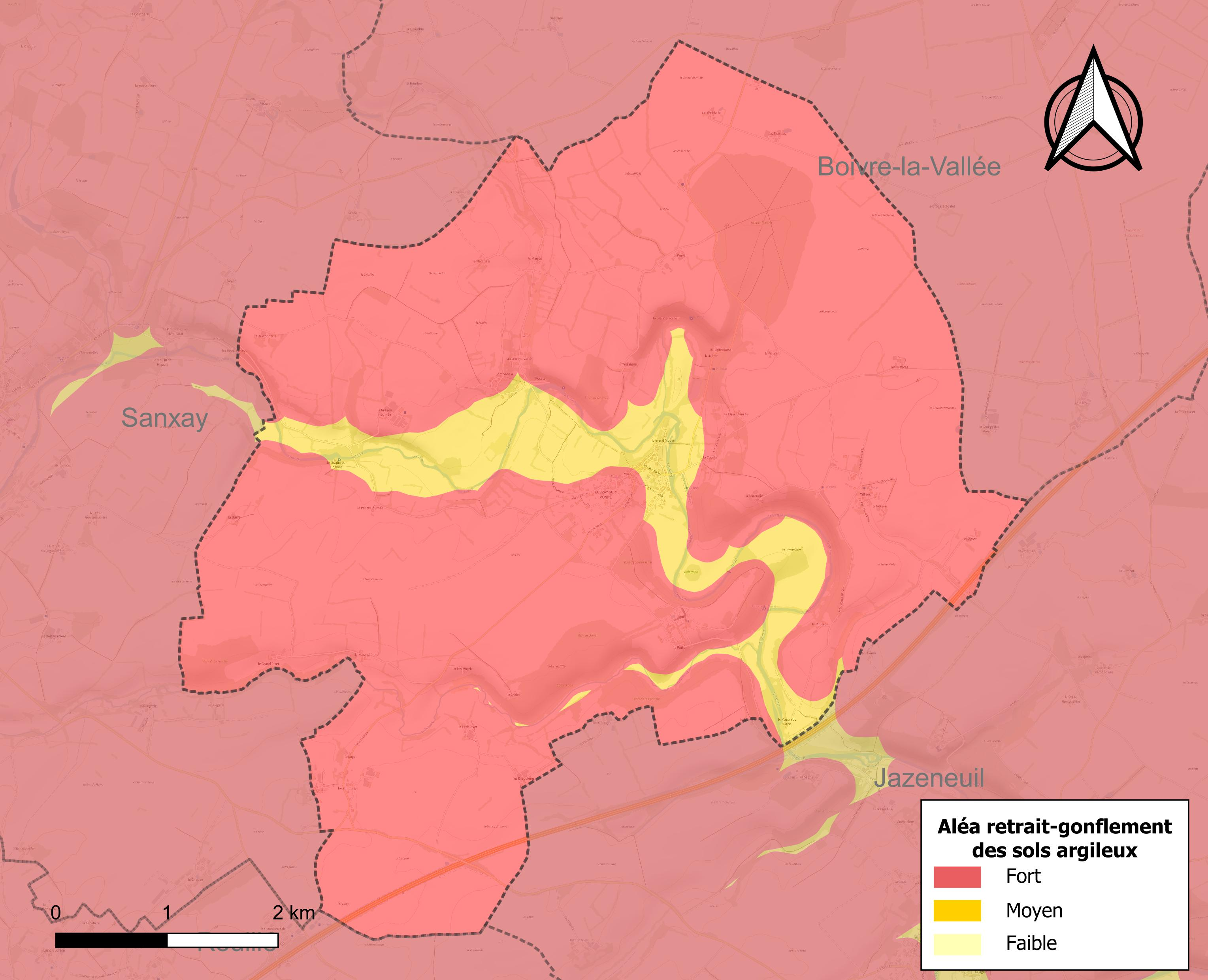
Carte des zones d'aléa retrait-gonflement des sols argileux de Curzay-sur-Vonne.

Les mouvements de terrains susceptibles de se produire sur la commune sont des affaissements et effondrements liés aux cavités souterraines (hors mines) et des tassements différentiels. Afin de mieux appréhender le risque d’affaissement de terrain, un inventaire national permet de localiser les éventuelles cavités souterraines sur la commune. Le retrait-gonflement des sols argileux est susceptible d'engendrer des dommages importants aux bâtiments en cas d’alternance de périodes de sécheresse et de pluie. La totalité de la commune est en aléa moyen ou fort (79,5 % au niveau départemental et 48,5 % au niveau national). Depuis le 1er octobre 2020, en application de la loi ÉLAN, différentes contraintes s'imposent aux vendeurs, maîtres d'ouvrages ou constructeurs de biens situés dans une zone classée en aléa moyen ou fort,.
La commune a été reconnue en état de catastrophe naturelle au titre des dommages causés par la sécheresse en 2017 et par des mouvements de terrain en 1999 et 2010.

#### Risque particulier
Dans plusieurs parties du territoire national, le radon, accumulé dans certains logements ou autres locaux, peut constituer une source significative d’exposition de la population aux rayonnements ionisants. Selon la classification de 2018, la commune de Curzay-sur-Vonne est classée en zone 2, à savoir zone à potentiel radon faible mais sur lesquelles des facteurs géologiques particuliers peuvent faciliter le transfert du radon vers les bâtiments.

## Toponymie
Le nom de Curzay-sur-Vonne est formé de deux toponymes gaulois :
- cor-ceton pour Curzay, qui signifie « petit bois » (cor signifie « petit » et ceton signifie « bois ») ;
- vidunna pour Vonne, qui signifie « rivière de la forêt » (vidunna est formé de la base vidu- qui signifie « bois »).

Le nom de Curzay pourrait provenir, aussi, du nom du premier seigneur du site: Arnulfus de Cursiaco.
Avant 1945, le nom de la commune était simplement Curzay. « sur Vonne » a été officiellement ajouté cette année-là afin d'éviter les méprises avec Curçay, située dans le même département, et qui s'est alors nommée elle-même « Curçay-sur-Dive ».

## Politique et administration

### Liste des maires
| Période   | Période      | Identité              | Étiquette | Qualité              |
| --------- | ------------ | --------------------- | --------- | -------------------- |
| 1861      | janvier 1883 | Jean-Pierre Quinçais  | sans      | cultivateur          |
| 1884      | octobre 1889 | Jean-Pierre Gatineau  | sans      | cultivateur          |
| 1889      | juillet 1917 | Jean Baptiste Métayer | sans      | régisseur du château |
| 1920      | octobre 1939 | Elie Duval de Curzay  | sans      | vicomte de Curzay    |
| 1946      | mars 1971    | René Moisant          | sans      | régisseur du château |
| mars 1971 | mars 1977    | Jacques Stanislas     | sans      |                      |
| mars 1977 | mars 2001    | Joseph Pasquier       | sans      |                      |
| mars 2001 | mars 2008    | Reine Bonnin          | sans      |                      |
| mars 2008 | mars 2014    | Joseph Pasquier       | sans      |                      |
| mars 2014 | avril 2022   | Jean-Michel Choisy    | sans      |                      |
| juin 2022 |              | Rozenn Sénélas        | sans      |                      |

### Instances judiciaires et administratives
La commune relève du tribunal d'instance de Poitiers, du tribunal de grande instance de Poitiers, de la cour d'appel Poitiers, du tribunal pour enfants de Poitiers, du conseil de prud'hommes de Poitiers, du tribunal de commerce de Poitiers, du tribunal administratif de Poitiers et de la cour administrative d'appel de Bordeaux, du tribunal des pensions de Poitiers, du tribunal des affaires de la Sécurité sociale de la Vienne, de la cour d’assises de la Vienne.

## Démographie
Ses habitants sont appelés les Curzéens.

L'évolution du nombre d'habitants est connue à travers les recensements de la population effectués dans la commune depuis 1793. Pour les communes de moins de 10 000 habitants, une enquête de recensement portant sur toute la population est réalisée tous les cinq ans, les populations de référence des années intermédiaires étant quant à elles estimées par interpolation ou extrapolation. Pour la commune, le premier recensement exhaustif entrant dans le cadre du nouveau dispositif a été réalisé en 2004.

En 2022, la commune comptait 374 habitants, en évolution de −11,16 % par rapport à 2016 (Vienne : +0,6 %, France hors Mayotte : +2,11 %).
| 1793 | 1800 | 1806  | 1821 | 1831 | 1836 | 1841 | 1846 | 1851 |
| ---- | ---- | ----- | ---- | ---- | ---- | ---- | ---- | ---- |
| 837  | 833  | 1 040 | 846  | 942  | 876  | 921  | 917  | 849  |

| 1856 | 1861 | 1866 | 1872 | 1876 | 1881 | 1886 | 1891 | 1896 |
| ---- | ---- | ---- | ---- | ---- | ---- | ---- | ---- | ---- |
| 846  | 854  | 810  | 849  | 876  | 873  | 870  | 821  | 786  |

| 1901 | 1906 | 1911 | 1921 | 1926 | 1931 | 1936 | 1946 | 1954 |
| ---- | ---- | ---- | ---- | ---- | ---- | ---- | ---- | ---- |
| 776  | 799  | 802  | 709  | 695  | 672  | 701  | 650  | 653  |

| 1962 | 1968 | 1975 | 1982 | 1990 | 1999 | 2004 | 2006 | 2009 |
| ---- | ---- | ---- | ---- | ---- | ---- | ---- | ---- | ---- |
| 605  | 518  | 477  | 529  | 460  | 426  | 458  | 456  | 463  |

| 2014 | 2019 | 2022 | - | - | - | - | - | - |
| ---- | ---- | ---- | - | - | - | - | - | - |
| 426  | 387  | 374  | - | - | - | - | - | - |

En 2008, selon l’Insee, la densité de population de la commune était de 28 hab./km2 contre 61 hab./km2 pour le département, 68 hab./km2 pour la région Poitou-Charentes et 115 hab./km2 pour la France

## Économie
Selon la direction régionale de l'Alimentation, de l'Agriculture et de la Forêt de Poitou-Charentes, il n'y a plus que douze exploitations agricoles en 2010 contre 22 en 2000.
Les surfaces agricoles utilisées ont chuté de 35 % et sont passées de 1 166 hectares en 2000 à 758 hectares en 2010. 43 % sont destinées à la culture des céréales (blé tendre essentiellement), 31 % pour les oléagineux (colza), 11 % pour le fourrage et 10 % reste en herbes.
Trois exploitations en 2010 (contre neuf en 2000) abritent un élevage de bovins (165 têtes en 2010 contre 521 têtes en 2000). quatre exploitations en 2010 (contre cinq en 2000) abritent un important élevage de chèvres (3 250 têtes en 2010 contre 2 371 têtes en 2000). C’est un des troupeaux importants de caprins du département de la Vienne ( 74 500 têtes en 2011) qui est le deuxième département pour l’élevage des chèvres derrière le département des Deux-Sèvres. L'élevage de moutons a connu une baisse importante : 710 têtes en 2000 répartis sur onze fermes contre 78 têtes en 2010 répartis sur trois fermes. Cette évolution est conforme à la tendance globale du département de la Vienne. En effet, le troupeau d’ovins, exclusivement destiné à la production de viande, a diminué de 43,7 % de 1990 à 2007. L'élevage de volailles est anecdotique : 291 têtes en 2000 sur dix fermes et 86 têtes en 2010 pour six exploitations.

## Culture locale et patrimoine

### Lieux et monuments
- Le château de Curzay :

Le château est inscrit comme Monument Historique depuis 1927. Les façades et les toitures de l'aile sud des communs, la grange dimière, la chapelle et le bâtiment situé à l'ouest de la grange, le sont depuis 1983.
- L'église de Saint-Martin de Curzay fut construite au tout début du XVIe siècle, très probablement par Artus Ratault, seigneur de Curzay. À l'origine, c'était la chapelle funéraire des seigneurs de Curzay. Elle s'appelait Notre-Dame-de-Recouvrance. C'était une simple chapelle sans transept. L'édifice a été classé au titre des monuments historiques en 1925[30].
- La chapelle : Devenue trop petite du fait de l'accroissement de la population au XIXe siècle, l'État, en 1836, construisit une chapelle latérale, côté nord, dédiée à la Vierge Marie. En 1838, la famille Duval de Curzay fait construire le pendant, côté sud, en y ajoutant le clocher que l'on voit de nos jours. Les deux chapelles forment ainsi le transept.

Au XXe siècle, l'église était en très mauvais état. Le Vicomte de Curzay proposa alors de construire une nouvelle église en assurant lui-même le financement des travaux. Les discussions avec l'administration des Monuments Historiques durèrent une bonne vingtaine d'années. L'église est classée Monument Historique en 1925. La solution retenue fut, alors, un agrandissement de l'édifice classé. Le vicomte avança les fonds en 1930 pour la réalisation des travaux qui ne furent, en fin de compte, jamais terminés, notamment le chœur. C'est dans cette partie que s'installa en 1988 le musée du vitrail.
Le mobilier fut complètement rénové au début des années 1950. Les chaises disparurent au profit de bancs modernes. L'autel, le confessionnal, la croix au-dessus du retable, le couvercle des fonts baptismaux ainsi que le porte-cierge pascal furent réalisés par un artisan de la commune suivant les plans dessinés par dom Bercher de l'abbaye de Ligugé.
Au début des années 1980, les murs furent piquetés et enduits. Le confessionnal, autrefois dans la chapelle de la Vierge, remplaça le banc du château. Ceci permit de mettre en valeur les fonts baptismaux du XIIe siècle situés dans la chapelle du clocher. Ils étaient autrefois, dans l'ombre, au fond de l'église près du portail.
Le retable avec les anges date du XVIIe siècle, le Christ en croix et le fauteuil du célébrant sont du XVIIIe siècle.
Le plan de l'église à la forme d'une croix latine. La nef est formée de quatre travées de voûtes d'ogives de style flamboyant. Les nervures des voûtes retombent sur des culs-de-lampe figurés. Ils ont été décapités lors de la Révolution. Ceux qui étaient à la croisée du transept représentaient les quatre symboles des évangélistes, à savoir le lion pour Marc, le taureau pour Luc, le jeune homme pour Matthieu et l'aigle pour Jean.
La façade occidentale est surmontée d'un pignon qui supporte une élégante croix en fer forgé.
Le portail est formé de trois arcs à gorges et archivoltes. L'ensemble est orné de crochets, d'un fleuron et de pinacles sculptés.
- Le Musée du Vitrail :

Le Musée du Vitrail est l’une des rares structures consacrées au vitrail en France. Il est installé dans une partie non-cultuelle de l’église Saint-Martin de Curzay-sur-Vonne, dans la Vienne depuis 1988. Il est rattaché à Grand Poitiers communauté urbaine depuis janvier 2017.
Le Musée du Vitrail propose un éclairage sur l’histoire de cet art ancestral, les différentes techniques de fabrication et il met à l’honneur le vitrail contemporain. Il valorise les œuvres et les artistes verriers dont la vision moderne du vitrail contribue à sa richesse et sa diversité. Il propose de découvrir le vitrail dans ses dimensions historiques, artistiques et techniques à travers son parcours permanent, ses expositions temporaires et les actions mises en place dans son Atelier.
Le parcours permanent présente, au rez-de-chaussée, une partie de la collection du Musée, des vitraux religieux mais également civils du 15e siècle à nos jours, où murs didactiques et tactiles, vidéos, tablettes participent à une scénographie pédagogique accessible pour chaque visiteur. Les expositions temporaires, installées à l’étage, proposent de découvrir suivant une thématique annuelle donnée des créations d’artistes verriers contemporains.
Le Musée du Vitrail, ouvert d’avril à novembre, propose des visites guidées tous les jours ouvrables à 15h, des audioguides en trois versions (adulte et enfant en français, et adulte en anglais), et pour le jeune public un espace ludique.
L’Atelier, situé en face du Musée, ouvre ses portes toute l’année et propose des ateliers adaptés suivant les publics accueillis (enfants dès 3 ans, adultes, personnes en situation de handicap, scolaires), des stages adultes d’initiation à la pratique du vitrail (technique traditionnelle au plomb) guidés par un vitrailliste professionnel, des temps d’échanges, de découverte et de démonstrations avec des artistes verriers, des résidences d’artiste estivales.

### Personnalités liées à la commune
- François Boleslas Casimir du Val de Chassenon (4 mars 1780 - paroisse Saint-Léonard, Nantes ✝ 31 août 1842 - château de Curzay-sur-Vonne), vicomte de Curzay, maire de Curzay, auditeur au Conseil d'État, intendant de Fiume (novembre 1809 - 1810), sous-préfet de Ploërmel, préfet des Deux-Sèvres (14 juillet 1815), préfet des Côtes-du-Nord (9 janvier 1822), préfet de la Vendée (26 juin 1822), préfet de Loire-Inférieure (2 septembre 1824), préfet d'Ille-et-Vilaine (18 juillet 1827), préfet de la Gironde (29 août 1829), député de la Vienne (13 novembre 1820, 6 novembre 1824, 24 novembre 1827, 3 juillet 1830), gentilhomme ordinaire de la chambre de Charles X, officier de la Légion d'honneur (1826).